# Sylvia Maultash Warsh
Pour les articles homonymes, voir Warsh.
Sylvia Maultash Warsh, née à Stuttgart en Allemagne, est une femme de lettres canadienne, auteure de roman policier.

## Biographie
Avec ses parents, nés à Cracovie et tous deux survivants de l'holocauste, elle émigre au Canada à l'âge de 4 ans. Elle fait des études en linguistique à l'université de Toronto. À partir de 1989, elle enseigne l'écriture créative à des adultes pour le Conseil scolaire du district de Toronto.
En 2003, elle publie Find Me Again pour lequel elle est lauréate du prix Edgar-Allan-Poe 2004 du meilleur livre de poche original. C'est le deuxième volume d'une série concacrée à Rebecca Temple, médecin à Toronto.

## Œuvre

### Romans

#### SérieRebecca Temple
- To Die in Spring (2000)
- Find Me Again (2003)
- Season of Iron (2006)

#### Autre roman
- Queen of Unforgetting (2010)

### Novellas
- Best Girl (2012)

## Prix et distinctions

### Prix
- Prix Edgar-Allan-Poe 2004 du meilleur livre de poche original pour Find Me Again[1]

### Nominations
- Prix Arthur-Ellis 2001 du meilleur premier roman pour To Die in Spring[2]
- Prix Anthony 2004 du meilleur livre de poche original et du meilleur roman historique pour Find Me Again[3]
- ReLit Awards (en) 2007 du meilleur roman pour Season of Iron[4]